# 1939 az irodalomban
Az 1939. év az irodalomban.

## Megjelent új művek

### Próza
- Joyce Cary ír szerző regénye: Mister Johnson (Miszter Johnson)
- Raymond Chandler amerikai krimiíró első regénye: The Big Sleep (A hosszú álom)
- Agatha Christie:
  - Gyilkolni könnyű (Murder is Easy)
  - Tíz kicsi néger (Ten Little Niggers)
- Antoine de Saint-Exupéry esszéinek kötete: Terre des Hommes (Az ember földje)
- William Faulkner regénye: The Wild Palms / If I Forget Thee Jerusalem (Vad pálmák)
- Arkagyij Gajdar: Csuk i Gek (Csuk és Gek),' orosz ifjúsági regény
- André Gide: Le Journal (Napló), első kötet
- Graham Greene regénye: Titkos megbízatás (A Confidental Agent)
- James Joyce: Finnegans Wake (Finnegan ébredése), az író utolsó műve
- Arthur Koestler első regénye: The Gladiators (Gladiátorok)
- Richard Llewellyn walesi író regénye: How Green Was My Valley? (Hová lettél, drága völgyünk?)
- George Orwell regénye: Légszomj (Coming Up for Air)
- John Dos Passos: Adventures of a Young Man (Egy fiatalember kalandjai). A District of Columbia-regénytrilógia (1939, 1943, 1949) első könyve
- John Steinbeck: Érik a gyümölcs (The Grapes of Wrath)
- Thomas Mann regénye: Lotte Weimarban (Lotte in Weimar)

### Költészet
- Aimé Césaire Martinique-ben született francia író, költő: Cahier d'un retour au pays natal (Visszatérés a szülőföldemre), verset és prózát ötvöző, terjedelmes költői mű
- Eugenio Montale olasz költő verseskötete: Le occasioni (Alkalmak)
- César Vallejo perui költő verseskötete: Poemas humanos, az 1923–1938 között keletkezett versek gyűjteménye

### Dráma
- T. S. Eliot színműve: The Family Reunion (Családi összejövetel), bemutató
- Kjeld Abell dán szerző drámája: Anna Sophie Hedwig
- William Saroyan amerikai író színműve: The Time of Your Life (Így múlik el az életünk), bemutató
- Jean Giraudoux: Ondine (Sellő), bemutató és megjelenés

### Magyar irodalom
- Áprily Lajos verseskötete: A láthatatlan írás (Kolozsvár)
- Illyés Gyula verseskötete: Külön világban
- Kassák Lajos
  - Egy ember élete. (Több éven át, először a Nyugatban, majd önálló kötetekben folyamatosan megjelenő önéletrajz, 1928–1939)[1]
  - verseskötete: Fújjad csak furulyádat
- Sinka István verseskötete: Vád
- Móricz Zsigmond regénye: Életem regénye
- Zilahy Lajos regénye: A földönfutó város
- Németh László drámája: Papucshős (bemutató a Nemzeti Színházban)

## Születések
- január 26. – Kiss Anna Kossuth- és kétszeres József Attila-díjas költő, drámaíró, író
- április 13. – Seamus Heaney Nobel-díjas (1995) ír költő, író († 2013)
- május 4. – Ámosz Oz izraeli író és újságíró, a Békét most nevű mozgalom egyik alapítója († 2018)
- június 15. – Lőrincz L. László magyar író, műfordító, orientalista
- július 4. – Ireneusz Iredyński lengyel író, dramaturg, forgatókönyvíró, számos dal és rádiójáték szövegének szerzője († 1985)
- július 28. – Alföldy Jenő magyar irodalomtörténész, kritikus
- szeptember 4. – Lengyel Péter magyar író, műfordító
- november 18. – Margaret Atwood kanadai író, költő, irodalmi kritikus és feminista aktivista

## Halálozások
- január 28. – William Butler Yeats Nobel-díjas (1923) ír költő, drámaíró, elbeszélő (* 1865)
- április 8. – Egmont Colerus osztrák író (* 1888)
- május 22. – Ernst Toller német író (* 1893)
- május 23. – Margarete Böhme német író, forgatókönyvíró (* 1867)
- június 5. – Arvi Järventaus finn regényíró, költő, pap (* 1883)
- szeptember 7. – Izumi Kjóka japán író (* 1873)